# Necròpolis de Cala Morell
La necròpolis de Cala Morell està situada al barranc que s'obre darrere de la cala. Es tracta d'una de les necròpolis més espectaculars de l'illa, declarada Bé d'Interès Cultural (BIC) formada per un conjunt de catorze coves artificials o hipogeus, utilitzades totes elles com a llocs d'enterrament col·lectiu.

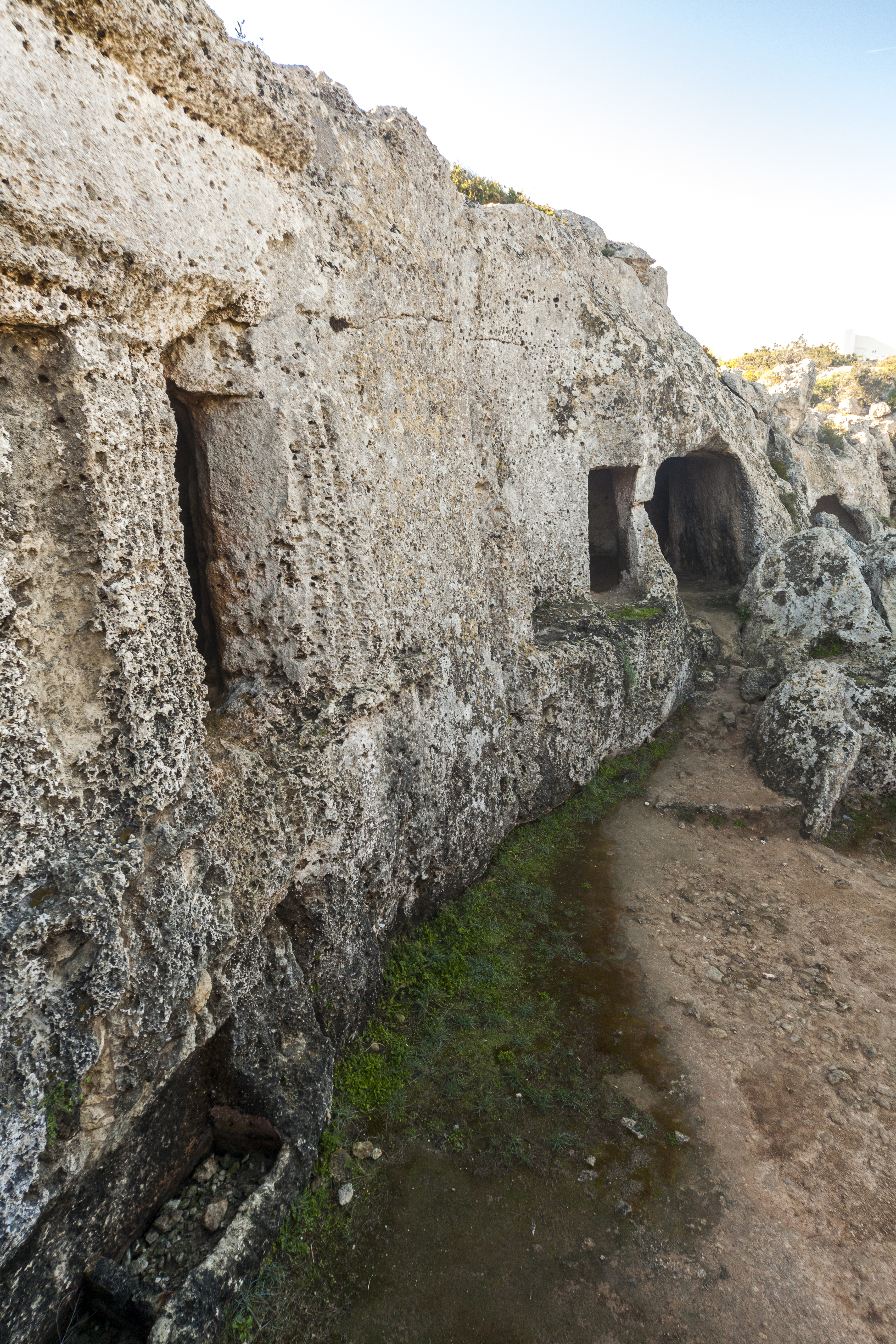
Façana de la cova nombre 4 de la Necròpolis de Cala Morell

Presenta dues fases clares d'ocupació: una a l'edat del bronze i una altra durant el talaiòtic final o període posttalaiòtic, que es perllonga, en època romana, fins al segle ii.
Les coves corresponents a la fase més antiga són només dues: la 11 i la 12. Aquestes coves són de petites dimensions i planta ovalada. Presenten les restes d'un corredor d'entrada, construït amb grans lloses. Corresponen a un moment anterior a l'inici de l'època talaiòtica. A les parets de la cova hi ha gravats d'època indeterminada.
Totes les altres coves corresponen a la fase del talaiòtic final. Es tracta, en general, de coves de grans dimensions. Algunes d'elles presenten columnes i pilastres, que compartimenten l'espai. En una d'elles, l'entrada presenta dues columnes i una llinda tallades a la roca, que recorden a l'arquitectura clàssica. Es tracta, per tant, d'un exemple de les influències externes que arriben a Menorca durant el talaiòtic final o període posttalaiòtic, a través del món púnic. Altres coves presenten unes grans depressions excavades a la roca, davant la façana. Tot i que s'han anomenat "patis", aquests espais recullen l'aigua de pluja i es mantenen inundats durant gran part de l'any. És possible que ja es vagin excavar amb aquesta intenció, tal vegada per algun motiu lligat als rituals funeraris.
Un altre element ben representat a la necròpolis de Cala Morell són les anomenades "capades de moro". Es tracta de 22 cavitats ovalades, amb el fons arrodonit, excavades a un tram d'uns 20 m de la paret del barranc. La seva funció no està determinada encara, però sens dubte estan relacionades amb el món funerari de les comunitats talaiòtiques, ja que sempre apareixen molt a prop de les coves d'enterrament.
Algunes de les coves han estat utilitzades amb altres finalitats en èpoques més recents: habitatges ocasionals i refugis per al bestiar. A una de les coves se li va practicar una obertura circular a la part superior i se li va tapiar l'entrada per utilitzar-la com a cisterna. Les piques i canalitzacions que es poden observar al peu d'una de les coves es relacionen amb aquesta reutilització.

### Intervencions arqueològiques
La necròpolis de Cala Morell ha estat objecte de diferents actuacions de tipus arqueològic a les darreres dècades:
- 1989. Excavació de la cova 12 dirigida per l'arqueòleg Gustau Juan 
- 1993. Excavació de la cova 11 dirigida per l'arqueòleg Gustau Juan 
- 1994 Excavació del pati de la cova 10 dirigida per l'arqueòleg Gustau Juan 
- 2007 Restauració de la façana de la cova 14 dirigida pel restaurador Francesc Isbert i l'arqueòloga Carmen Lara

### Descripció dels hipogeus
- Hipogeu 1: Planta circular amb un petit nínxol al fons. Portal treballat a l'interior amb els pilars i la llinda esculpits imitant la manera que segurament era normal a les cases talaiòtiques. Portal rectangular situat a certa altura respecte del nivell del sòl i situat en una façana treballada, lleugerament còncava, coberta pel penya-segat. S'hi accedeix per una escala moderna. A l'interior s'aprecien les marques de les eines utilitzades per picar. Dimensions: llargària 7,20 m; amplària 7,70 m; alçària 2,30 m
- Hipogeu 2: Planta globular, lleugerament triangular. Té la façana derruïda i s'hi accedeix a través de la cova 3. Columna de secció rectangular, en posició lateral, amb un capitell de dos cossos troncopiramidals invertits i superposats. Petit nínxol a l'extrem interior, amb un rebaix per encaixar-hi una llosa. Dimensions: llargària 8,10 m; amplària 8,30 m; alçària 2,15 m
- Hipogeu 3: Planta irregular. La façana és còncava només conservada a la part esquerra, on s'obre, a certa alçada, la porta. L'altre costat de la façana ha desaparegut. Porta rectangular amb pilars i llinda esculpits, que recorda l'accés a un edifici talaiòtic. Hi ha una pilastra a la paret del fons que separa dos àmbits de la cova i un petit nínxol circular a nivell del terra. Dimensions: llargària 7 m; amplària 8,80 m; alçària 2,25 m
- Hipogeu 4: Es tracta de la cova artificial més monumental de Menorca. Planta amb espais diferenciats per pilastres i columna central de secció quadrangular, davall la qual hi ha un espai quadrat en relleu similar a un altar o llit funerari, que té un nínxol excavat també quadrat. La façana és còncava i presenta una cornisa modelada. Al centre hi ha el portal rectangular emmarcat per elements arquitectònics esculpits a manera de columnes i llinda. Darrere de la columna el nivell del terra s'eleva igual que a la zona lateral dreta i entre aquesta i el pilar proper a la porta. Sembla un intent de fragmentar i diferenciar l'espai interior. Dimensions: llargària 10,30 m; amplària 11,80 m
- Hipogeu 5: Planta globular, lleugerament triangular, amb un absis al fons. Entre aquest i la porta hi ha dues columnes esculpides. A la cambra de l'esquerra s'obre una petita cambra globular, amb un forat rodó a terra. La porta s'obre a certa altura i és rectangular amb les cantonades arrodonides. Aquesta cova està modificada, ja que va ser convertida en cisterna. Dimensions: llargària 9,80 m; amplària 10,20 m; alçària 2,20 m
- Hipogeu 7: Té un pati exterior rectangular amb les cantonades arrodonides. La cambra és de planta globular amb una columna. A la part posterior d'aquesta hi ha una espècie d'altar delimitat per un recreixement picat a la roca. Al costat esquerre del possible altar hi ha un petit nínxol rodó amb rebaix per encaixar-hi una llosa. Façana lleugerament còncava amb porta rectangular emmarcada per dos pilars i una llinda esculpits. Dimensions: llargària 6,20 m; amplària 7,05 m; alçària 2,10 m
- Hipogeu 8: Petit hipogeu de forn de planta circular i coberta semiesfèrica, amb rebaix a la porta per encaixar-hi una llosa de tancament. Al costat se'n veuen les restes d'una altra de semblant molt deteriorada. Dimensions: llargària 1,20 m; amplària 1,25 m; alçària 1,80 m
- Hipogeu 9: Té pati exterior. La planta és globular amb una columna central de secció rectangular i capitell troncopiramidal invertit. La porta és rectangular i està situada a la meitat d'una façana rectilínia. A la part interna té esculpits els pilars i la llinda. A la part externa també té pilastres esculpides. A la part posterior de la cova, arran de terra, hi ha excavat un petit nínxol. Dimensions: llargària 8,85 m; amplària 8,35 m; alçària 2,15 m
- Hipogeu 10: Planta globular amb una columna excèntrica de secció rectangular amb capitell diferenciat. Dimensions: llargària 9 m; amplària 8,35 m; alçària 2,15 m
- Hipogeu 11: Correspon a la tipologia dels hipogeus de corredor construït amb grans lloses. És de planta ovalada irregular i cobert amb una cúpula de secció corba. Façana còncava, amb el portal d'accés central, amb un escaló, que comunica amb l'interior per un corredor construït amb grans blocs de pedra molt deteriorats. El material documentat a l'interior pertany al bronze inicial-mitjà, mentre que a l'exterior es va documentar ceràmica del naviforme I i II (1600-1400 aC). Dimensions: llargària del corredor 1,50 m; amplària del corredor 1 m; llargària de la cambra 3,50 m; amplària de la cambra 2,85 m
- Hipogeu 12: Correspon a la tipologia dels hipogeus de corredor construïts amb grans lloses. És de planta ovalada amb les parets corbes i el sostre pla. Façana construïda amb un petit corredor, del qual es conserva una llosa rompuda col·locada verticalment a la banda est. A la part interior de la cambra es ressalta un petit banc, gairebé arran de terra. A les parets de la cova hi ha grafits d'època indeterminada, però no actuals. Els materials documentats tant a l'interior com a l'exterior del monument pertanyen al bronze inicial-mitjà. Dimensions: llargària del corredor 1,10 m; amplària del corredor 0,65 m; llargària de la cambra 4 m; amplària de la cambra 3 m

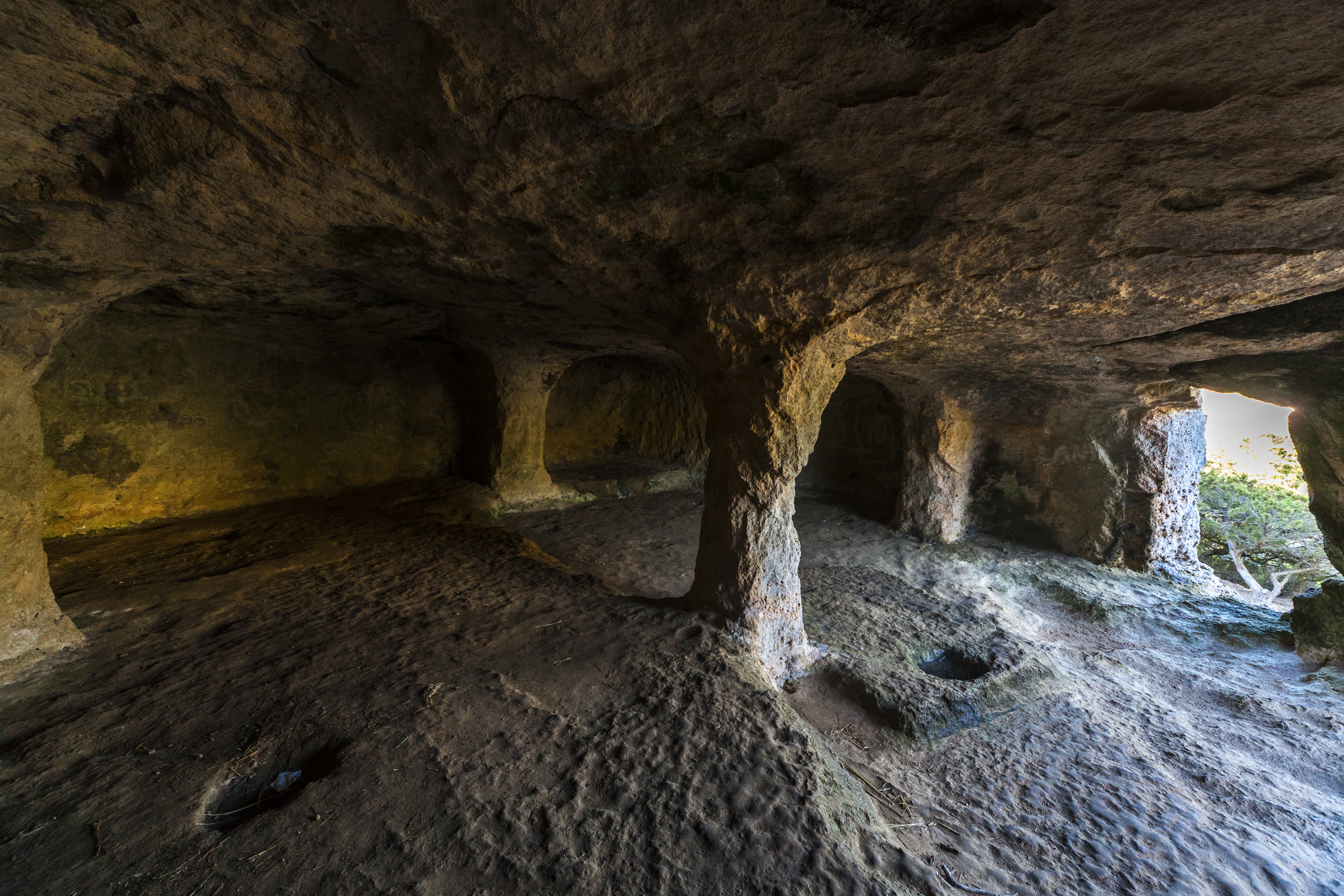
Interior d'una cova posttalaiòtica de la necròpolis de Cala Morell

- Interior d'una cova posttalaiòtica de la necròpolis de Cala MorellHipogeu 13: Té un pati exterior molt destruït. Planta trilobular amb l'absis diferenciat amb un recreixement i un canvi de nivell del terra. Les cambres es diferencien amb dues pilastres tallades en el mur de secció quadrada. La situada a la dreta presenta possibles grafits. La façana té una porta rectangular amb els pilars i la llinda esculpits a l'interior. Dimensions: llargària 7,30 m; amplària 8,70 m; alçària 2,45 m
- Hipogeu 14: Té un pati rectangular de cantonades arrodonides, amb tres nínxols a la paret est. Planta quadrangular amb dues columnes centrals quadrades molt degradades. El terra de la cambra presenta diferents nivells que diferencien els espais. En el mur est hi ha un petit nínxol excavat. La porta no s'identifica clarament. Dimensions: llargària 10,15 m; amplària 13,50 m; alçària 2,55 m

## Les "capades de moro"
A prop de l'hipogeu 4, en un tram de 20 m aproximadament de la paret del barranc, es comptabilitzen 22 cavitats excavades a les parets, conegudes amb el nom popular de "capades de moro", de funció no determinada encara, però relacionades, en tot cas, amb el món funerari de les comunitats talaiòtiques.